# 포클랜드 전쟁
포클랜드 전쟁(영어: Falklands War) 또는 말비나스 전쟁(스페인어: Guerra de las Malvinas, Guerra del Atlántico Sur)은 1982년 4월 2일, 아르헨티나가 자국과 가까운 포클랜드 제도를 "수복"하겠다고 선언하며, 영국령 포클랜드 제도를 침공한 전쟁이다. 이 전쟁은 2개월 만에 아르헨티나군이 항복하여 끝났다. 이 전쟁 이후 레오폴도 갈티에리의 군사독재는 실각하였다. 아르헨티나에서는 이 전쟁을 두고 말비나스 전쟁이라고 부른다.

## 배경
아르헨티나가 ‘말비나스’라고 부르는 이 섬은 1690년 영국인 존 스트롱이 상륙했었다는 기록이 있다. 1764년 프랑스 왕국 루이 앙투안 드 부갱빌이 처음으로 정착민을 데려와 살게 했다. 이 후, 섬에 정착했던 프랑스 정착민들은 1766년 이 섬의 통치 권리를 스페인에게 판다. 그 후 50년간 영국과 스페인은 이 섬을 나누어각각 통치하였다.
1766년에 영국인들은 이 프랑스 정착촌 존재를 모르는 채로 영국 정착촌을 세웠다. 프랑스 정착촌을 넘겨받은 스페인과 영국이 1771년 전쟁 위기까지 갔었다. 영국은 1774년, 스페인은 1811년에 각각 경제적인 이유로 철수했다. 이들이 철수한 이후 이 섬은 사람이 살지 않는 무인도가 되었다. 1816년 스페인에서 독립 선언한 아르헨티나는 스페인 식민지에서 벗어나면서 당시 스페인 영토였던 이 섬도 같이 승계했다고 주장했다.
1826년 아르헨티나는 이 섬 영유권이 아르헨티나에 귀속한다고 공식 선언한다. 1828년에 아르헨티나는 독일인 상인을 대리인으로 파견해서 섬을 관리한다. 그런데 독일 상인이 불법적으로 어선을 나포하고 해적질을 하였다. 미국 어선에 해적질을 처단하려고 미해군 함선 렉싱턴 호가 독일 상인의 기지를 포격해서 파괴했다. 1833년 영국은 해적 행위에 대한 소식을 듣고 주변 해역의 안전보장을 하려고 전함을 보내서 포클랜드 제도를 군사력으로 점유한다.
이때 영국이 아르헨티나 이주자들을 내쫓았다는 주장을 최근 아르헨티나 정부가 제기했다. 하지만 영국과 아르헨티나 양측 역사자료에 영국 측이 오히려 이주자에게 남을 것을 권유했다는 기록에 따라 아르헨티나 주장을 부정한다.
그 후 100여 년 동안 영국이 이 섬을 지배한다. 아르헨티나 정부는 1946년에 이 섬의 영유권을 다시 주장했다. 1965년 유엔총회는 식민지의 독립을 추구하는 결의(결의 2065/XX)를 채택했다. 영국계 주민들이 대다수였던 이 섬의 주민들은 아르헨티나 지배를 반대했다.
1973년 아르헨티나가 이 섬 영유권을 다시 주장하기 시작했다. 평화적인 해결을 권고한 유엔 결의에 따라 1973년부터 영국과 협상을 시작했다. 하지만, 협상이 진행되지 않으면서 1982년 3월, 아르헨티나 정부는 영토 문제 해결을 위한 '다른 방법'을 하겠다고 공식 선언한다. 이로써 영국과 아프헨티나느  갈등을 겪는다. 1982년 4월, 아르헨티나는 이 섬을 '회복'하겠다고 선언하며 침공한 후 짧게나마 점령에 성공했다.
침공 배경에는 여러 가지 설이 있으나, 영유권 때문이라기보다, 아르헨티나 군사 독재 정권이 내부 문제를 외부 위기로 해결하려는 고전적인 정치 수단의 일환이었다고 본다. 즉, 인플레이션과 실업, 정치 혼란, 강제수용소에 반독재 투쟁인사들을 투옥, 고문한 군사독재정권의 인권침해를 비판하는 목소리 등을 잠재우려는 목적이었다느 주장이다.
또한, 영국 정부가 남대서양 끝 별볼일 없는 섬에 무력으로 개입하지 않으리라는 판단도 무력 점령을 시도한 원인이라는 설도 있다. 실제로 이 당시 포클랜드 주둔 영국군은 해병대 코만도 소속 수십 명에 불과하였으며, 이들 모두는 전쟁초기에 포로가 되었다.
레오폴도 갈티에리는 포클랜드 제도를 수복할 생각 따위는 없었으며 전쟁만 일으키고 대충 싸운 뒤 이기면 대대적으로 선전하고 지면 언론 통제를 통해 패전 사실을 숨기고 이겼다고 거짓 선전을 할 계획이었다. 한마디로 아르헨티나 군부의 정치놀음으로 발발한 전쟁이다. 호르헤 비델라는 1978년 FIFA 월드컵이라는 그럴듯한 업적(을 빙자한 변명)이 있지만 그럼에도 불구하고 5년 만에 물러나야 했는데 갈티에리는 업적(을 빙자한 변명)이 없어서 이를 만들어내기 위해 이 전쟁을 일으켰을 뿐이다. 이는 장성급 장교가 쿠데타를 이용해서 대통령이 된 정부의 경우, 민선 투표로 정당하게 대통령이 된 정부와는 비교도 안 되게 국민이 불신하기 때문에 업적을 억지로 쥐어짜내야 하는 태생적 한계가 있어서 그런 것이다. 굳이 아르헨티나라서가 아니라 미국에서 드와이트 아이젠하워 같이 희귀하게 장성급 장교 출신 민선 대통령이 나오는 희한한 경우를 제외하면 장성급 장교는 정치인이 된 이후 신뢰를 얻기 힘들다. 실제로도, 대한민국을 보면 각종 선거에서 장성급 장교 출신 후보들이 계속 출마하지만 90% 이상 낙선하고 있다.

## 경과
1965년 유엔은 아르헨티나와 영국이 영토분쟁에 대해서 합의할 것을 촉구했다. 영국 외무·영연방부(Foreign and Commonwealth Office)는 포클랜드 제도가 남아메리카에서 영국 무역에 대한 골치거리이자 장애물이라 여겼고, 아르헨티나에 섬들을 양도할 준비까지 했었다.
전쟁이 발발한 이후에도 애초에 영국의 국왕인 엘리자베스 2세는 본토로부터 10,000km 이상 멀리 이격된 바위섬을 굳이 수복하려 할 생각이 없었다. 하지만 마거릿 대처 총리는 자신의 지지율을 올리기 위해서 엘리자베스 2세를 닥달해서 레오폴도 갈티에리와 맞서 싸우게 했다. 엘리자베스 2세는 자기 아들 앤드류 왕자를 전쟁터에 내보내고 싶지 않았지만 어쩔 수 없었다. 결국 마거릿 대처에 의해 포클랜드 전쟁은 승인되었다. 입헌군주제에서 총리가 사실상의 군주이며 국왕은 종이인형이나 다름없는 존재이기 때문이다.
이렇게 되어 마거릿 대처와 레오폴도 갈티에리는 정치 생명을 걸고 이 전쟁의 지휘관으로서 맞붙게 되었다. 실제로 패전한 지휘관이 실각하게 된다.
마거릿 대처의 영국군은 작전계획으로 어센션섬에 전초기지를 구축하고 여기서 해군 함대를 출항시키면서 물자를 보급 받았다.

## 결과
포클랜드 제도의 영유권 주장에 대해서는 국제사회의 의견이 엇갈리거나, 중립을 지킨다. 영연방 국가들은 이 제도에 대한 영국의 영유권을 인정하고 있으나, 이들 중 카리브 공동체 국가들은 최근 아르헨티나의 입장을 지지함을 밝혔다. 유럽연합은 이 곳을 회원국의 특수해외영토로 간주하고 있다.
한편 페루는 아르헨티나의 영유권 주장을 가장 적극적으로 지지하고 있으며, 포클랜드 전쟁 중 물자지원을 하기도 했다. 중남미 제국(諸國)과 그 국제기구들(메르코수르(MERCOSUR), 남아메리카 국가 연합)은 아르헨티나의 영유권 주장을 지지하고 있다. 칠레는 포클랜드 전쟁 중 영국의 입장을 지지하였으나, 아우구스토 피노체트의 퇴임 이후에는 아르헨티나의 주장을 지지하고 있다. 유럽연합 국가임에도 불구하고 스페인은 아르헨티나의 영유권 주장을 암묵적으로 인정하고 있다. 중화인민공화국 또한 아르헨티나의 영유권 주장을 공식적으로 지지하고 있다.
미국은 1940년대 이래 공식적으로 이 제도의 영유권 주장에 대해서 중립적 입장을 유지하고 있다. 그러나 포클랜드 전쟁 중에는 영국에 대해 물자 및 정보지원을 실시했다
레오폴도 갈티에리는 아르헨티나 자국 내의 언론 통제를 이용하여 자국 국민들에게는 이 전쟁이 아르헨티나의 승리로 끝났다고 거짓말을 했으나 마리오 켐페스, 디에고 마라도나 등 1982년 FIFA 월드컵에 참가했던 아르헨티나 축구 국가대표팀 선수들이 스페인을 다녀와서는 자국 언론과 기자회견을 열어 사실은 영국이 이겼다는 것을 발표했으며 이로 인해 아르헨티나의 군부는 대통령이 계속 바뀐 끝에 레이날도 비그노네를 끝으로 군정이 종식되었다.

## 같이 보기
- 애틀랜틱 컨베이어(영어판)